# 오룔현

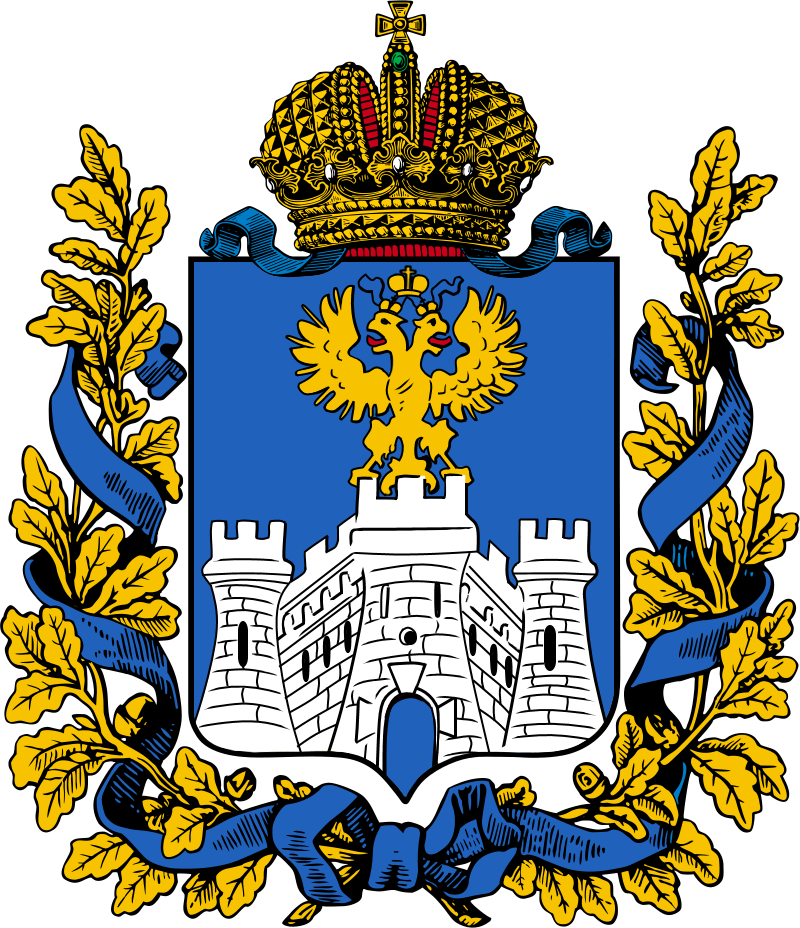
오룔현의 문장

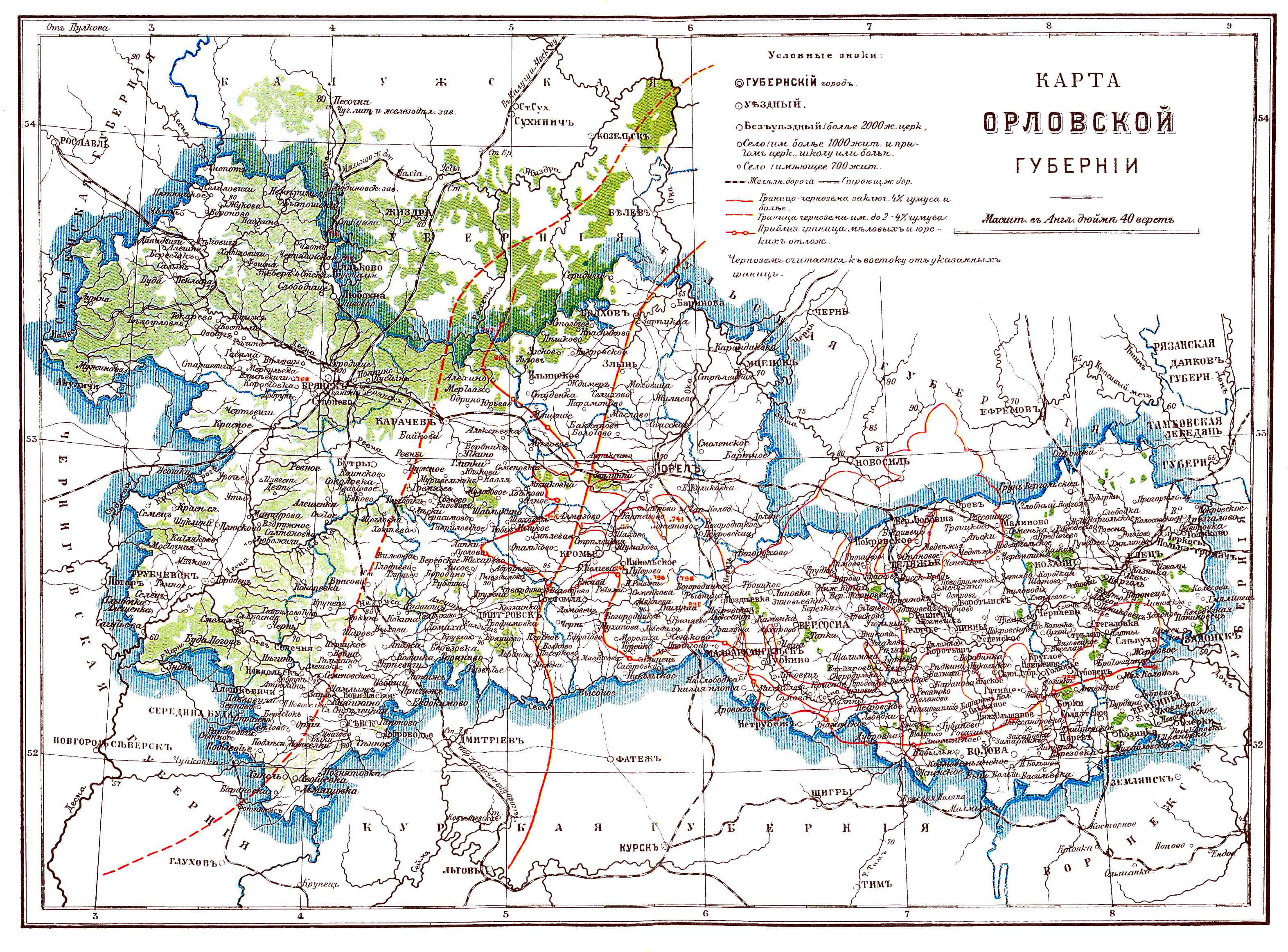
오룔현의 지도

오룔현(러시아어: Орловская губерния)은 1796년부터 1928년까지 존재했던 러시아 제국의 현으로 현도는 오룔이며 면적은 46,724km2, 인구는 2,033,798명(1897년 당시 기준)이다. 현재의 러시아 오룔현 대부분과 브랸스크주 동부, 리페츠크주 서부에 걸쳐 있었다.